# Enceinte de confinement

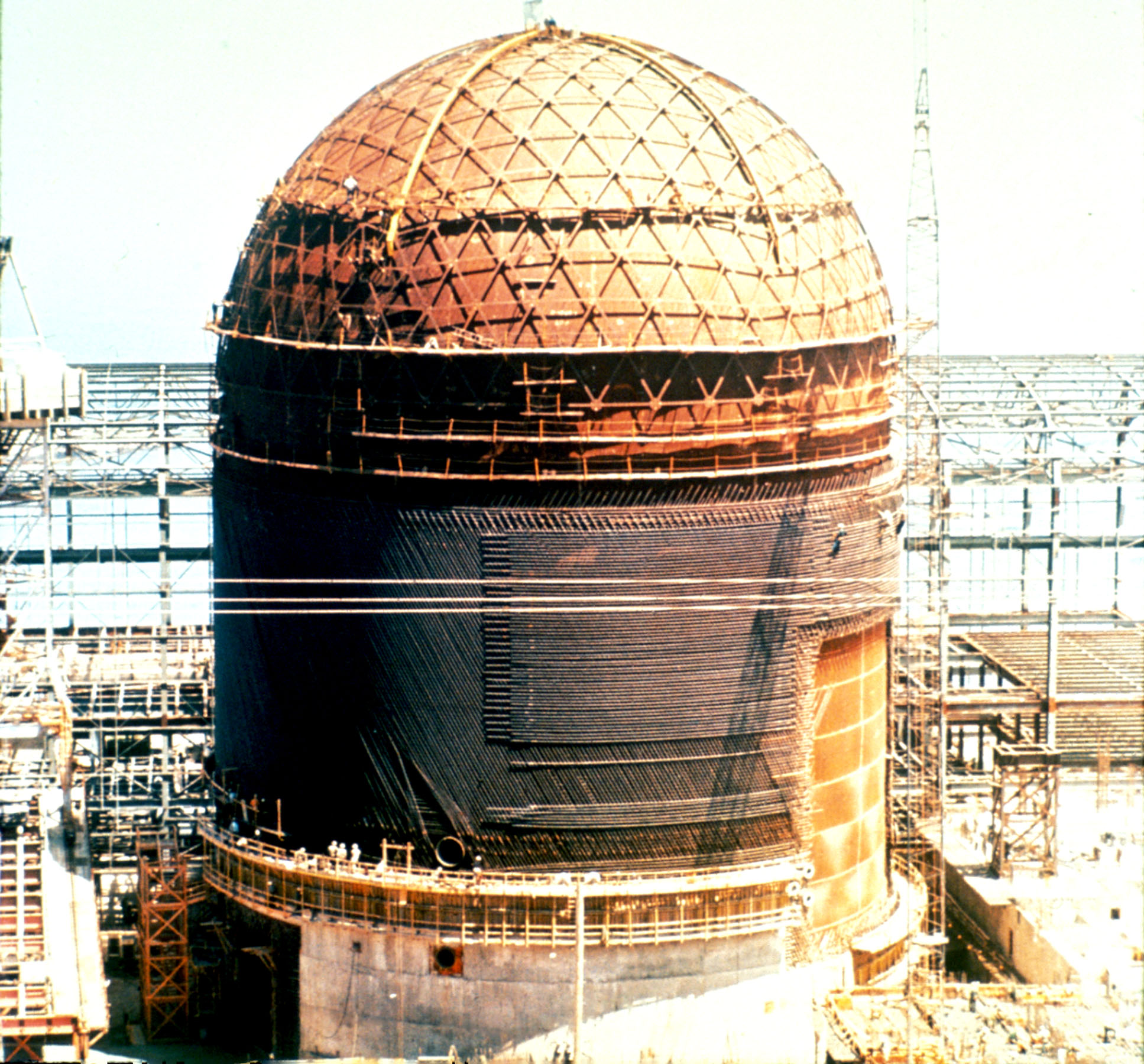
Enceinte de confinement primaire en cours de construction. Les gaines des tendons de précontrainte encore en cours de pose sont clairement visibles.

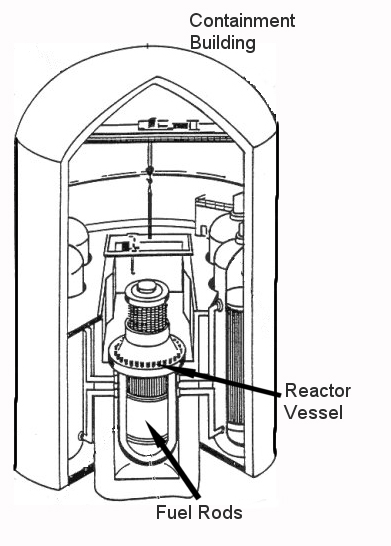
Schéma d'une enceinte de confinement d'un réacteur à eau pressurisée

Une enceinte de confinement, simple ou double (enceinte primaire et/ou secondaire), est une structure en acier et/ou en béton précontraint (ou en béton armé) qui isole et protège un réacteur nucléaire de l'environnement externe. Elle est également destinée à confiner des rejets accidentels de substances radioactive à l'extérieur. Elle abrite la cuve contenant le cœur du réacteur, les générateurs de vapeur et le pressuriseur. Ses deux grandes fonctions sont respectivement de :
1. protéger le réacteur contre les agressions d'origine externe (impact d'avion, explosion) ;
2. protéger l'homme et l'environnement contre les rejets de radionucléides émis dans l'air, ou dans l'eau, en dehors du circuit primaire en situation accidentelle.

Pour cela l'enceinte doit être étanche et capable de résister aux impacts, explosions, tremblements de terre, et aux températures et pressions pouvant être atteintes en cas d’accident, y compris en cas d'accident majeur (fusion du cœur du réacteur). La conception de l'enceinte dépend du type de réacteur considéré, mais à titre d'exemple, en France, un réacteur à eau pressurisée (REP) d'Électricité de France (EDF) d'une puissance électrique de 900 MWe (premier palier) dispose d'une cuve épaisse de 20 centimètres, puis d'une enceinte simple à paroi cylindrique épaisse de 90 cm (80 cm pour le dôme). L'enceinte est la troisième et dernière barrière de sécurité du réacteur, la première étant la gaine des crayons de combustible nucléaire, et la seconde étant le circuit primaire, comprenant la cuve du réacteur, les générateurs de vapeur et le pressuriseur, et toutes les tuyauteries les reliant.
De nombreuses canalisations traversent l'enceinte de confinement primaire. Des vannes situées de part et d'autre de sa paroi permettent d'obturer chaque canalisation pour limiter les fuites en dehors de l'enceinte. Un système d'aspersion interne à l'enceinte primaire alimenté par un réservoir d'eau borée (pour absorber les neutrons) est également destiné à y condenser la vapeur d'eau et à faire baisser la température et la pression en cas de problème, ainsi que de rabattre au sol d'éventuelles particules radioactives dispersées au sein de l'atmosphère interne confinée par l'enceinte.

## Types d'enceintes de confinement

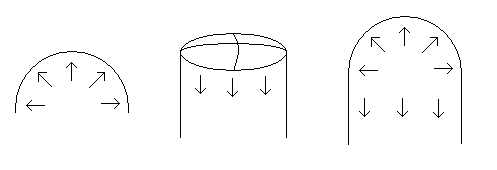
Les trois principaux types d'enceintes de confinement : (gauche) sphère; (centre) cylindre avec dôme (nécessite une couronne de renforcement en haut du cylindre), et ; (droite) cylindre surmonté par une demi-sphère (meilleure répartition des contraintes).

La forme générale de l'enceinte dépend des forces physiques susceptible de la mettre en péril. Dans le cas des réacteurs où le risque principal est celui d'une pression excessive de l'intérieur vers l'extérieur, générée par un dégagement de vapeur d'eau, la forme de l'enceinte tendra vers la sphéricité (figure de gauche sur l'illustration). Dans le cas où c'est la pression au sol, due au poids du bâtiment lui-même, qui est la force dominante et donc le risque principal d'instabilité structurelle, l'enceinte de confinement sera cylindrique (figure centrale).
Les enceintes de confinement récentes sont conçues sur une base cylindrique et une partie supérieure en forme de dôme ou de demi-sphère, afin de répartir les forces au mieux quelle que soit la situation : surpression de vapeur, explosion accidentelle ou d'origine criminelle, tremblement de terre, impact d'avion, etc. (voir figure de droite).

## Confinement par type de réacteur nucléaire

### Confinement d'un réacteur à eau pressurisée

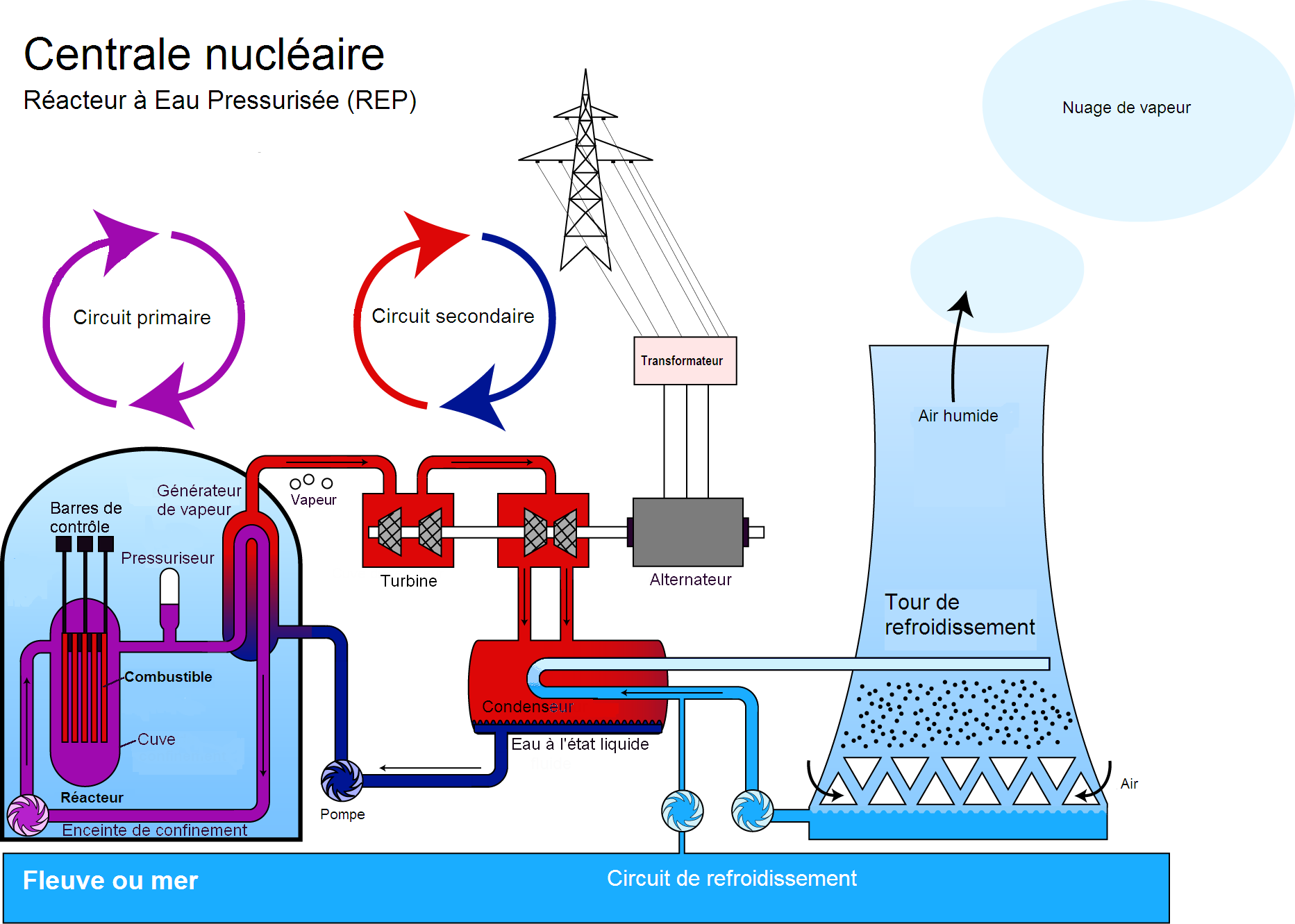
Schéma de principe d'un réacteur à eau pressurisée.

Dans un réacteur à eau pressurisée (REP), type de réacteur qui équipe la majorité des centrales nucléaires dans le monde et toutes les centrales en France, le rôle de l'enceinte de confinement est d'isoler le réacteur et le circuit primaire qui le traverse, tous deux radioactifs, de l'environnement.
Le circuit secondaire exploite la chaleur dégagée par le circuit primaire au sein d'échangeurs de chaleur puis véhicule de la vapeur d'eau pressurisée vers la turbine, génératrice d'énergie mécanique. Comme un certain nombre de tubes des échangeurs de chaleur peuvent être corrodés et perforés, et de ce fait laisser passer de la vapeur contaminée du circuit primaire vers le circuit secondaire, il est également nécessaire de protéger le circuit secondaire afin de se prémunir contre sa contamination. C'est valable en fonctionnement normal pour éviter la contamination de la turbine et du condenseur et aussi en conditions accidentelles lorsque l'état du réacteur et du circuit primaire viennent à compromettre l'intégrité du circuit secondaire et des infrastructures de la centrale en général. C'est pourquoi, tout comme pour le circuit primaire, l'eau déminéralisée de haute pureté circulant en boucle dans le circuit secondaire est également continuellement purifiée sur des résines échangeuses d'ions. La différence de pression entre les deux circuits est soigneusement contrôlée par des soupapes de grande dimension qui déchargent l'excédent de vapeur du circuit secondaire via les chambres d'échappement de la vapeur en cas d'incident ou d'arrêt intempestif du réacteur (dans le cas d'un réacteur de 1 GWe, c.-à-d. 3 GWt, 2 000 tonnes de vapeur à l'heure pour chacune des trois chambres reliées chacune à un générateur de vapeur). 
En 1979, lors de l'accident de la centrale de Three Mile Island aux États-Unis, l'enceinte de confinement a résisté, à l'exception d'un rejet radioactif limité en importance et en durée. En France, toute centrale nucléaire civile doit obligatoirement être dotée d'une enceinte de confinement, et l'efficacité de cette dernière est testée tous les dix ans au minimum, lors des visites décennales.
Le nouveau réacteur pressurisé européen (RPE ou EPR en anglais) possède une enceinte de confinement composée de deux parois de béton : une paroi interne en béton précontraint (enceinte primaire), recouverte d'une peau métallique étanche côté intérieur et une paroi externe en béton armé (enceinte secondaire), chacune de ces parois a une épaisseur de 1,3 mètre.
Il est à noter que parmi les changements les plus significatifs de l’EPR2 par rapport à l’EPR visant à en optimiser les coûts de construction, le génie civil a été simplifié pour n’accueillir qu’une simple paroi béton et non double en tant qu'enceinte de confinement.

### Confinement d'un réacteur à eau bouillante

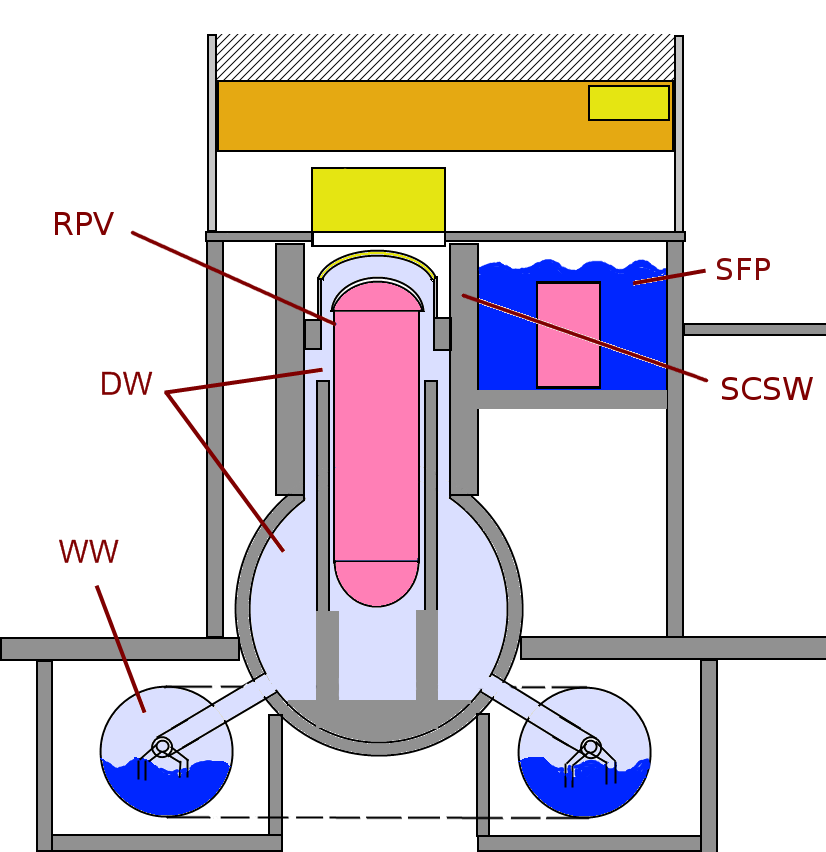
Dessin simplifié de l'enceinte de confinement d'un réacteur à eau bouillante "Mark I", composé du "Drywell" (DW) et du "Wetwell" (WW)

Dans un réacteur à eau bouillante (REB), l’enceinte de confinement est généralement sous atmosphère inerte, ce qui gêne les opérateurs pour accéder au compartiment réacteur et comporte un risque accru d'asphyxie. D'autre part, cette atmosphère peut éviter une explosion d'hydrogène dans l'enceinte même, mais, comme Fukushima l'a démontré, pas dans le bâtiment réacteur en dehors de l'enceinte de confinement en raison de problèmes de ventilation.
Pour une même puissance électrique fournie, l'enceinte de confinement d'un réacteur à eau bouillante (REB) est de moindre envergure que celle d'un réacteur à eau pressurisée (REP) car leurs circuits primaires sont pressurisés à 70 bar (REB) et 150 bar (REP), respectivement.

### Exemple de confinementa posteriorisur un réacteur RBMK
À la suite de la catastrophe du 26 avril 1986, le réacteur RBMK 1000 no 4 de la centrale nucléaire de Tchernobyl a été doté d'une enceinte métallique géante supplémentaire destinée à suppléer au confinement dégradé de l'ancien sarcophage de béton. L'absence d'enceinte de confinement à la centrale de Tchernobyl a contribué à la dispersion dans l'environnement de grandes quantités de matériaux radioactifs, notamment les plus volatils comme l'iode 131 (T½ = 8 jours), le ruthénium 106 (T½ = 374 jours ≅ 1 an), et le césium 137 (T½ = 30 ans) qui se sont rapidement propagés dans l'atmosphère à très grandes distances durant plusieurs semaines lors de l'incendie du modérateur de graphite consécutif à l'accident.
Depuis le 6 mai 1986, le cœur du réacteur s'est solidifié : le corium s'est répandu dans la piscine de suppression située sous le réacteur. La structure de cette piscine, vidée au cours de la gestion de l'accident[réf. nécessaire], a contribué à limiter la quantité de radionucléides dispersés dans l'aquifère situé sous le site de la centrale.
La nouvelle arche a été livrée en juillet 2019. Elle serait selon Novarka "la plus grande structure terrestre mobile jamais construite", avec une portée de 257 mètres, une largeur de 162 mètres, une hauteur de 108 mètres et un poids total de 36,000 tonnes. L'enceinte a été financé par la Banque européenne pour la reconstruction et le développement, l'entreprise américaine Bechtel (spécialisée dans la construction et l'ingénierie) et le client final, le gestionnaire de la centrale de Tchernobyl (CHNPP).